# Ichneumonopsis burmensis
Ichneumonopsis burmensis är en tvåvingeart som beskrevs av Hardy 1973. Ichneumonopsis burmensis ingår i släktet Ichneumonopsis och familjen borrflugor. Inga underarter finns listade i Catalogue of Life.